# Пфалц-Цвайбрюкен
Херцогство Пфалц-Цвайбрюкен, наричано също Княжество Пфалц-Цвайбрюкен и Пфалцграфство Пфалц-Цвайбрюкен (на немски: Herzogtum Pfalz-Zweibrücken, Fürstentum Pfalz-Zweibrücken, Pfalzgrafschaft Pfalz-Zweibrücken), е имперско княжество (reichsunmittelbares Fürstentum) на Свещената Римска империя с резиденция Цвайбрюкен. То е конципирано през 1444 г. и реализирано през 1453/1459 г. и съществува под владението на Вителсбахите до 1801 г. С по-старото Графство Цвайбрюкен (1182/1190-1394), което не е управлявано от тази династия, има само териториална взаимност и князете нямат титлата граф на Цвайбрюкен.
Столица/резиденция през 1444 г. е Майзенхайм, от 1477 г. Цвайбрюкен до 1793 г. Управляващият има титлата княз.
Княжеството е конципирано 1444 г. и през 1453/1459 г. реализирано.
През 1444 г. братята Фридрих I и Лудвиг I наследяват дядо си граф Фридрих III фон Велденц по майчина линия (майка: графиня Анна от Велденц, 1390–1439). По-големият Фридрих I получава от наследството на дядо си графство Шпонхайм и титлата граф на Шпонхайм, към това през 1453/1459 г. той получава от баща си пфалцграф Стефан фон Пфалц-Зимерн-Цвайбрюкен (1385–1459, син на крал Рупрехт) севернатата част на княжеството Пфалц-Зимерн-Цвайбрюкен. По-малкият Лудвиг I получава от наследството на дядо му графство Велденц (в днешен Рейнланд-Пфалц) и титлата граф цу Велденц, към това през 1453/1459 г. той получава от баща си пфалцграф Стефан южната половина на Пфалц-Зимерн-Цвайбрюкен. Понеже пфалцграф Стефан, неговите два сина и техните управляващи деца носят титлата пфалцграф при Рейн и херцог на Бавария, новообразуваните територии Пфалц-Зимерн и Пфалц-Цвайбрюкен са наричани обикновено Херцогство или Пфалцграфство.
Понеже Цвайбрюркската линия на Вителсбахите от 16 век има тясна роднинска връзка с шведската кралска къща (Дом Васа) от 1681 до 1718 г. съществува персоналунион с шведския трон.
През 1533 г. се въвежда реформацията. През 1793 г. херцогството е окупирано от френските революционни трупи. Na 4 ноември 1797 г. окупираните земи са свързани чрез закон с френската държавна територия и през 1798 г. са подчинени на новообразувания Дéпартемент Донерсберг (на френски: Département du Mont-Tonnerre). Чрез мирния договор от Лунéвил от 1801 г. преминаването към Франция е признато интернационално. След Виенския конгрес територията отива (без елзаските държавни части) отново към собствеността на Вителсбахите, които я обединяват към останалите си пфалцски собствености към новообразуваната през 1816 г. баварска провинция Рейнпфалц (Rheinkreis).